# Dirashe (zone)
Ancien woreda spécial de la région des nations, nationalités et peuples du Sud en Éthiopie, Dirashe ou Derashe est depuis 2023 une zone administrative dans la région Éthiopie du Sud. Il a 142 758 habitants en 2007. Son chef-lieu est Gidole.

## Situation
Situé dans la vallée du Grand Rift dans l'est de la région Éthiopie du Sud, Dirashe est entouré par les zones Gamo, Amaro, Burji, Konso et Alle.
Limitrophe des woredas Bonke et Arba Minch Zuria dans la zone Gamo, il est bordé au nord-est par le lac Chamo.
Dirashe s'étendait autrefois à l'ouest jusqu'à la rivière Weito et à la zone Debub Omo mais sa partie ouest est devenue successivement le woreda spécial puis la zone Alle,.
L'est de Dirashe est desservi par la route principale Arba Minch-Karat Konso. Son chef-lieu, Gidole, se trouve sur une route secondaire, une dizaine de kilomètres à l'ouest de la route principale, à 53 km d'Arba Minch et 44 km de Karat Konso.

## Histoire
Dirashe est créé en tant que woreda spécial de la Région des nations, nationalités et peuples du Sud lors de la mise en place des régions en 1995.
Il perd son statut de woreda spécial à la création de la zone du peuple Segen en 2011 mais le retrouve à la dissolution de la zone Segen vers la fin des années 2010[réf. souhaitée].
La partie ouest de son territoire s'est séparée entre-temps pour former le woreda Alle.
Il obtient le statut de zone en 2023 dans la nouvelle région Éthiopie du Sud. 

## Population
Au recensement de 1994, Dirashe a une population rurale de 81 733 personnes et une population urbaine de 8 167 personnes,,.
Au recensement de 2007, ce sont respectivement 129 574 personnes et 13 184 personnes,.
Avec une superficie de 1 487 km2[réf. souhaitée], Dirashe a en 2007 une densité de population de 96 personnes par km2.
Début 2022, la population est estimée, par projection des taux de 2007, à 207 705 personnes dans le périmètre d'origine du woreda Dirashe englobant le woreda Alle.
En attendant un nouveau recensement, c'est celui de 2007 qui donne les informations les plus détaillées sur la population de Dirashe et Alle.
La moitié des habitants (50 %) sont protestants, 34 % sont orthodoxes et 13 % pratiquent les religions traditionnelles africaines.
Le dirasha (en) est avec ses variantes la langue maternelle de près de la moitié des habitants (48 % répartis entre 47 548 locuteurs du gidole, 12 329 locuteurs du dirasha et 4 112 locuteurs du kusume) tandis que le dobase (en) est la langue maternelle pour 27 % des habitants, le bussa (en) pour 9 % des habitants (répartis entre 7 047 locuteurs du mossi et 5 934 locuteurs du mashili), l'oromo pour 5 %, l'amharique pour 4 %, le gamo pour près de 4 %, le konso (en) pour près de 2% et le zeyse pour 1 %. 
Gidole est la seule localité urbaine du woreda.